# DJ BOOBY
DJ BOOBY（ディージェー・ブービー、1982年1月9日 - ）は日本のJ-POPグループであるET-KINGのメンバーで、DJを担当。血液型はAB型。趣味は1990年代のヒップホップのレコード集め。大阪府泉南市出身。泉南市特命観光大使。

## 来歴・人物
泉南市立泉南中学校を卒業。
地元の友達や先輩とターンテーブルをいじるようになり、ニューヨークのDJ、ファンクマスター・フレックスのミックスCDを聴いていた。彼のクラブイベントにDJ KAORIが出ていた時代の音源を聴いて勉強していた。またDJ HASEBEの教則ビデオを観ながら、2枚使いのやり方を感覚で覚えていたのでほぼ自己流。
地元の祭りの寄り合いでCISCOレコードの袋を持っていたら、同じ中学校の3つ年上の先輩KLUTCHに誘われて、毎週土曜日にイトキンの家に集まって曲作ってたところに無理矢理連れていかれた。その時点でスクラッチが上手かった。その後メンバーになる。名前の由来はパーマン二号から。
ET-KINGの特徴的な衣装である法被(ハッピ)の番号は「六」番。グループ内最年少のメンバーである。
2005年、ET-KINGのメンバーと大阪浪速区で共同生活を開始し、KLUTCH、コシバKENと同じ寝室を使用していた。この7人の共同生活はメンバーが結婚するまでの約3年間続いた。
ET- KINGのメジャー契約に際しDJ BOOBYとコシバKENは当初契約されない方向だったが、イトキンが7人でなければET-KINGではないと交渉し7人でのデビューとなった。
インディーズ時代はヒップホップがメインだったのでスクラッチを入れる余地があったが、メジャーではラブソングが増え入れる余地が少なくなった。
2008年、年末どっかん!ツアー最終日に結婚を報告。2009年1月結婚。
2014年、結成15周年まではスキンヘッドだったが、活動再開以降は短髪にしている。
2016年、KLUTCHとともに泉南市特命観光大使に就任。
2022年9月、一般女性と再婚。
ターンテーブル集団CULT RENGEにも所属している。
愛車はキャデラックのローライダー。人懐っこい笑顔が印象的でとても気さくなお人柄。

## 作品
| 曲名           | 収録CD       | 作詞    | 作曲                | 発売日        |
| -------------- | ------------ | ------- | ------------------- | ------------- |
| たいまつ       | LOVE & SOUL  | ET-KING | DJ BOOBY イトキン   | 2007年6月6日  |
| まだまだ       | SOUL LAUNDRY | ET-KING | DJ BOOBY & イトキン | 2008年6月4日  |
| 情熱のランナー | 約束         | ET-KING | TENN& DJ BOOBY      | 2009年9月2日  |
| 夢現           | 応援歌集     | ET-KING | TENN& DJ BOOBY      | 2011年7月20日 |
| 手             | mother       | KLUTCH  | KLUTCH& DJ BOOBY    | 2012年4月11日 |
| 巡り会いの中で | U            | ET-KING | DJ BOOBY            | 2012年4月11日 |